# Lyons (Georgia)
Lyons város az USA Georgia államában. Lakosainak száma 4239 fő (2020. április 1.).

## Népesség
A település népességének változása:
| Lakosok száma | 4169 | 4367 | 4239 |
|               | 2000 | 2010 | 2020 |